# Erik Jorgens de Menezes
Erik Jorgens de Menezes, meglio noto come Erik (Quaraí, 18 febbraio 2001), è un calciatore brasiliano naturalizzato emiratino, difensore dell'Al-Ain.

## Caratteristiche tecniche
È un difensore che gioca principalmente sulla fascia sinistra del campo.

## Carriera
Cresciuto nel settore giovanile dell'Internacional, ha esordito in prima squadra il 14 luglio 2019 subentrando nel secondo tempo durante la partita valida per il Brasileiro 2019 contro l'Athl. Paranaense.
Nell'estate del 2020 il giovane lascia il Brasile, firmando un contratto di tre anni con la squadra degli Emirati Arabi Uniti dell'Al-Ain. 
Esordisce con la squadra degli emirati il 17 ottobre 2020 nella prima giornata della UAE Arabian Gulf League 2020-2021, subentrando all'ottantasettesimo minuto nella vittoria per 2-0 contro il Khor Fakkan.

## Statistiche

### Presenze e reti nei club
Statistiche aggiornate al 30 luglio 2025.
| Stagione             | Squadra              | Campionato           | Campionato | Campionato | Coppe nazionali | Coppe nazionali | Coppe nazionali | Coppe continentali | Coppe continentali | Coppe continentali | Altre coppe | Altre coppe | Altre coppe | Totale | Totale | Totale |
| Stagione             | Squadra              | Comp                 | Pres       | Reti       | Comp            | Pres            | Reti            | Comp               | Pres               | Reti               | Comp        | Pres        | Reti        | Pres   | Reti   |        |
| -------------------- | -------------------- | -------------------- | ---------- | ---------- | --------------- | --------------- | --------------- | ------------------ | ------------------ | ------------------ | ----------- | ----------- | ----------- | ------ | ------ | ------ |
| 2019                 | Internacional        | A                    | 2          | 0          | CB              | 0               | 0               | -                  | -                  | -                  | -           | -           | -           | 2      | 0      |        |
| Totale Internacional | Totale Internacional | Totale Internacional | 2          | 0          |                 | 0               | 0               |                    | 0                  | 0                  |             | 0           | 0           | 2      | 0      |        |
| 2020-2021            | Al-Ain               | PL                   | 23         | 0          | CPA+AGL         | 1+2             | 0+0             | ACL                | 1                  | 0                  | -           | -           | -           | 27     | 0      |        |
| 2021-2022            | Al-Ain               | PL                   | 23         | 1          | CPA+AGL         | 2+6             | 0+0             | -                  | -                  | -                  | -           | -           | -           | 31     | 1      |        |
| 2022-2023            | Al-Ain               | PL                   | 25         | 3          | CPA+AGC         | 6+5             | 2+0             |                    | -                  | -                  | SU          | 1           | 0           | 37     | 3      |        |
| 2023-2024            | Al-Ain               | PL                   | 21         | 1          | CPA+AGC         | 2+6             | 0+0             | ACL                | 8                  | 2                  |             | -           | -           | 37     | 3      |        |
| 2024-2025            | Al-Ain               | PL                   | 22         | 0          | CPA+CdL         | 1+3             | 0+0             | ACLE               | 8                  | 0                  | CI+CmC      | 2+1         | 2+0         | 37     | 0      |        |
| Totale carriera      | Totale carriera      | Totale carriera      | 116        | 5          |                 | 34              | 2               |                    | 17                 | 2                  |             | 4           | 0           | 171    | 9      |        |

## Palmarès

### Club

#### Competizioni nazionali
- UAE Arabian Gulf Cup: 1

Al-Ain: 2021-22
- UAE Arabian Gulf League: 1

Al-Ain: 2021-22

#### Competizioni internazionali
- AFC Champions League: 1

Al-Ain: 2023-2024